# Model 39
La Model 39 Eihandgranate est une grenade à main allemande de la Seconde Guerre mondiale, introduite en 1939 et produite jusqu'à la fin du conflit en 84 millions d'exemplaires.
Plus légère que la célèbre Stielhandgranate, elle est aussi moins volumineuse et peut se porter à l'intérieur d'un sac ; elle n'a pas, comme la plupart de ses semblables, de goupille de sécurité, et sera pourvue à partir de 1942 d'un anneau facilitant sa fixation à l'équipement du soldat. Comme les autres allumeurs allemands, le détonateur à friction est actionné en dévissant un bouchon allumeur BZE,, de diverses couleurs selon le retard, puis en tirant le cordon.

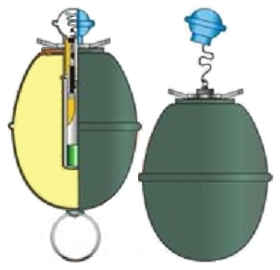
Diagramme de la « grenade-œuf »